# 18175 Дженіферкой
18175 Дженіферкой (18175 Jenniferchoy) — астероїд головного поясу, відкритий 24 серпня 2000 року.
Тіссеранів параметр щодо Юпітера — 3,286.